# Giurato numero 2
Giurato numero 2 (Juror #2) è un film del 2024 diretto e co-prodotto da Clint Eastwood.
La pellicola, scritta da Jonathan Abrams, è interpretata da Nicholas Hoult, Toni Collette, J. K. Simmons e Kiefer Sutherland.

## Trama
A Savannah, Georgia, James Sythe è in un bar con la fidanzata Kendall. I due litigano, come sempre, e lei esce dal locale avviandosi verso casa sotto la pioggia battente. James, preso da rabbia e sconforto, non la segue e se ne va, con la macchina, nella direzione opposta. Due giorni dopo il cadavere della ragazza viene rinvenuto sotto un ponte: Kendall è stata scaraventata di sotto, sulle rocce vicine a un ruscello. Dell’omicidio viene accusato lo stesso James.
Un anno dopo, il giovane giornalista ed ex alcolista Justin Kemp, la cui moglie Ally è al settimo mese di una gravidanza a rischio, viene scelto per presenziare nella giuria che si occuperà del processo Sythe. Quando gli vengono spiegate le dinamiche della disgrazia, Justin è sconvolto all’idea che forse la ragazza non è stata travolta dal fidanzato bensì da lui stesso: quella notte era nel locale dove si trovavano Kendall e James; messosi alla guida lungo la strada che la ragazza percorreva a piedi, si era distratto col cellulare finendo per urtare qualcosa che poi non aveva trovato. All’inizio supponeva che si fosse trattato di un cervo caduto poi nel ruscello sotto il ponte, ma ora la faccenda sembra farsi molto più tragica: è il giurato nº 2 di un processo in cui dovrebbe essere, invece, l’imputato.
Della pubblica accusa si occupa l’avvocato Faith Killebrew, che spera, nella sua corsa al ruolo di procuratore distrettuale, di attirare gli elettori con una condanna di alto profilo per violenza domestica. Testimonianze varie portano subito James verso un verdetto di inattaccabile colpevolezza; peraltro un anziano che abita vicino al ponte ha visto un uomo scendere dalla sua auto e controllare la situazione. Identifica egli in James quando invece era Justin. Ulteriore confusione deriva dal fatto che i due giovani hanno lo stesso modello di automobile. Il giurato nº 2 è inorridito all’idea che un innocente finisca in prigione, e cerca di portare gli altri i giurati verso un verdetto che dichiari l’innocenza dell’imputato. Fa leva sulla faziosità delle prove portate in tribunale, ma non può però costituirsi perché il suo passato da alcolista non lo aiuterebbe certo nello spiegare che al momento dell’incidente era sobrio, e finirebbe subito in galera.
Uno dei giurati, Harold, è in realtà un poliziotto in pensione. Anche lui convinto che ci sia dell’altro, si procura l’elenco delle auto simili a quelle di James (e di Justin) che siano state riparate poco dopo la morte di Kendall. Chiede aiuto allo stesso Kemp, il quale però, con uno stratagemma, lo fa cacciare dalla giuria lasciando scoprire a tutti che l’uomo ha indagato per conto suo, contravvenendo quindi alle regole giudiziarie. In tal modo considera che nessuno seguirà mai quel filone d’indagine, ma Faith legge quanto prodotto dall’ex giurato e decide di fare qualche verifica. Alla fine arriva dunque alla macchina di Justin, che è intestata ad Ally, ma mentre le parla non la collega al giurato nº 2 e non raggiunge alcun risultato.
Ally, preoccupata dalla visita di Faith, chiede spiegazioni a Justin, il quale le confessa cosa accadde un anno prima: quella sera, sconvolto per la perdita dei loro due gemelli a causa di un aborto spontaneo, si era recato al bar per bere, riuscendo comunque a resistere alla tentazione dell’alcol. Justin decide che la prima cosa da fare è proteggere la sua famiglia.
Alla fine, su pressione di Justin verso gli altri giurati, il verdetto unanime arriva: James viene dichiarato colpevole e condannato all’ergastolo. Faith si stupisce nel vedere Justin tra i presenti in aula, essendo ormai terminato il suo compito di giurato, e si ricorda di quando disse che sua moglie aveva una gravidanza a rischio; lo ricollega dunque ad Ally e a una delle macchine riparate. All’uscita del tribunale l’avvocato affronta Kemp: questi le dice che per un incidente del genere una persona non può avere la vita distrutta e sottolinea la carica a procuratore distrettuale che lei sta inseguendo, quasi a volerla far desistere da indagare ulteriormente.
Tempo dopo Ally dà alla luce una bambina e Justin vende la macchina, così da abbandonare il suo unico collegamento con l’incidente, ma qualcuno bussa alla loro porta: è Faith. Kemp la guarda sconvolto.

## Produzione

### Cast
Nell'aprile del 2023 è stato annunciato che Clint Eastwood aveva in progetto il suo prossimo film, con Nicholas Hoult e Toni Collette in trattative per entrare nel cast. Sono stati confermati il mese successivo, con Zoey Deutch e Kiefer Sutherland che si erano uniti anche al cast, e Gabriel Basso era in trattative. A giugno, Leslie Bibb è stata aggiunta al cast. A novembre, Chris Messina si è unito al cast e successivamente anche J. K. Simmons, Amy Aquino, Adrienne C. Moore, Cedric Yarbrough, Chikako Fukuyama, Onix Serrano e Francesca Eastwood sono stati aggiunti a dicembre.

### Riprese
Le riprese del film sono iniziate nel giugno 2023 spostandosi tra Savannah in Georgia e Los Angeles, prima che fosse sospesa a luglio a causa dello sciopero SAG-AFTRA del 2023. La produzione è stata poi ripresa a novembre, alla conclusione dello sciopero.
La post-produzione si è conclusa nell'aprile 2024.

## Promozione
Il trailer ufficiale è uscito il 1° ottobre 2024.

## Distribuzione
Il film è stato proiettato in anteprima mondiale a conclusione dell'AFI Fest il 27 ottobre 2024, ed è stato distribuito il 1º novembre successivo nelle sale cinematografiche negli Stati Uniti e il 14 novembre in Italia.

## Accoglienza

### Incassi
A fronte di un budget di 30 milioni di dollari, la pellicola ha incassato 24800000 $.

### Critica
Il film è stato accolto positivamente dalla critica. Sull'aggregatore di recensioni Rotten Tomatoes ha un indice di gradimento del 92% basato su 168 recensioni, con un voto medio di 7,3 su 10. Su Metacritic ottiene un punteggio di 72 su 100 basato su 37 recensioni.